# Bargmannia elongata
Bargmannia elongata är en nässeldjursart som beskrevs av Totton 1954. Bargmannia elongata ingår i släktet Bargmannia och familjen Agalmatidae. Inga underarter finns listade i Catalogue of Life.